# Encinal (Nouveau-Mexique)
Pour l’article homonyme, voir Encinal.
Encinal est une census-designated place située dans le comté de Cibola, dans l’État du Nouveau-Mexique, aux États-Unis. Sa population s’élevait à 210 habitants lors du recensement de 2010.

## Source
- (en) Cet article est partiellement ou en totalité issu de l’article de Wikipédia en anglais intitulé « Encinal, New Mexico » (voir la liste des auteurs).

1. ↑  « Geographic Identifiers: 2010 Demographic Profile Data (G001): Encinal CDP, New Mexico », U.S. Census Bureau, American Factfinder (consulté le 20 octobre 2014).